# Tasmanoplana comitatis
Tasmanoplana comitatis is een platworm (Platyhelminthes). De worm is tweeslachtig. De soort leeft in of nabij zoet water.
Het geslacht Tasmanoplana, waarin de platworm wordt geplaatst, wordt tot de familie Geoplanidae gerekend. De wetenschappelijke naam van de soort werd, als Geoplana comitatis, voor het eerst geldig gepubliceerd in 1915 door Dendy.

## Synoniemen
- Geoplana comitatis Dendy, 1915
  - Australopacifica comitatis (Dendy, 1915)